# Saison 3 de The Handmaid's Tale : La Servante écarlate
 (août 2019).
Si vous disposez d'ouvrages ou d'articles de référence ou si vous connaissez des sites web de qualité traitant du thème abordé ici, merci de compléter l'article en donnant les références utiles à sa vérifiabilité et en les liant à la section « Notes et références ».
Chronologie
Saison 2 Saison 4
Cet article présente le guide des épisodes de la troisième saison de la série télévisée américaine The Handmaid's Tale : La Servante écarlate.

## Synopsis
June n'a pas quitté Gilead afin de retrouver sa fillette, Hannah, mais aussi pour combattre le système depuis l'intérieur. Avant de renoncer, la jeune femme a confié Nicole, l'enfant des Waterford qu'elle a porté, à Emily. Cette dernière parviendra-t-elle à la conduire dans un lieu sécure ? De son côté, June se voit mutée auprès de l'ancien maître d'Emily, le commandant Lawrence. Ne perdant pas de vue ses projets, elle ne sait plus sur quel pied danser avec celui-ci. Est-ce son allié ou son ennemi ? De son côté, l'état de santé de tante Lydia reste précaire. Survivra-t-elle à l'attaque d'Emily ? Pendant ce temps, la remise en question de Serena continue...

## Distribution

### Acteurs principaux
- Elisabeth Moss (VF : Anne O'Dolan) : Defred / Dejoseph / June Osborne
- Yvonne Strahovski (VF : Marie Diot) : Serena Joy Waterford
- Joseph Fiennes (VF : Sylvain Agaësse) : le commandant Fred Waterford
- Alexis Bledel (VF : Noémie Orphelin) : Dejoseph / Emily
- Madeline Brewer (VF : Sandra Valentin) : Dehoward / Janine
- Samira Wiley (VF : Laura Zichy) : Moira
- Ann Dowd (VF : Anne Plumet) : Tante Lydia
- O. T. Fagbenle (VF : Namakan Koné) : Luke Bankole
- Max Minghella (VF : Benjamin Gasquet) : Nick Blaine
- Amanda Brugel (VF : Valérie Decobert) : Rita
- Bradley Whitford (VF : Nicolas Marié) : Commandant Joseph Lawrence

### Acteurs récurrents
- Stephen Kunken : Commandant Warren Putnam
- Ever Carradine (VF : Marie Chevalot) : Naomi Putnam
- Tattiawna Jones (en) : la deuxième Deglen / Lillie
- Nina Kiri (en) (VF : Flora Kaprielian) : Alma
- Jenessa Grant : Desamuel
- Bahia Watson (en) : Brianna
- Jordana Blake (VF : Clara Soares) : Hannah Osborne
- Kristen Gutoskie : Beth (Martha)
- Erin Way (en) : Erin
- Clea DuVall : Sylvia
- Julie Dretzin (en) : Eleanor Lawrence
- Ashley LaThrop : Dematthew
- Sugenja Sri : Sienna (Martha)

### Invités
- Amy Landecker : Mme McKenzie
- Christopher Meloni : Commandant Winslow
- Elizabeth Reaser : Mme Winslow

## Épisodes

### Épisode 1:Nuit
- États-Unis : 5 juin 2019 sur Hulu
- France : 6 juin 2019 sur OCS

June demande au commandant Lawrence de la conduire chez le couple qui détient sa fille. Elle s'introduit ainsi dans la chambre de sa fille, qui reste endormie. June est arrêtée et reconduite chez les Waterford. 
Serena déclare à Fred qu'elle a laissé June s'enfuir pour le bien du bébé. Quand Fred demande à June où est Nichole, elle indique l'ignorer. Elle confie ensuite à Serena avoir confié Nichole à Emily, provoquant l'effondrement de Serena dans ses bras.
Emily parvient à traverser la frontière du Canada où elle est accueillie comme réfugiée. À son arrivée à l'hôpital et sa prise en charge par le service pédiatrique, elle est applaudie par les patients et membres du corps médical présents. Elle retrouve ensuite Luke et Moira.
Serena met le feu à son lit et provoque un incendie qui détruit la maison. C'est June qui la sauve des flammes.

### Épisode 2:Mary et Martha
- États-Unis : 5 juin 2019 sur Hulu
- France : 6 juin 2019 sur OCS

Tante Lydia, marchant cahin-caha mais remise de ses blessures, rend visite aux Lawrence pour s'assurer que tout se déroule correctement. À l'image de la précédente Dejoseph/Emily, Lawrence semble mentir à Tante Lydia quant à la bonne tenue de la Cérémonie. Cette dernière, à l'issue de sa visite, finira par avouer son mécontentement à June par rapport à l'affaire avec les McKenzie et accusera celle-ci de bavardages inutiles au supermarché. Plus tard, deux Marthas se retrouvent chez Lawrence, Cora, l'une des Marthas de Lawrence, lui ment quant à ce qu'il se passe ici mais Lawrence, lucide, ne la croit pas. June, lui faisant confiance après l'aide qu'il a fournie, avoue la planification de l'évasion d'une des Marthas, ancienne professeure de chimie. Lawrence décide de fermer les yeux et laisse June et les Marthas agir à leur guise. June, déguisée en Martha, l'aide et finit par apprendre qu'elle ne compte pas fuir dans un autre pays mais rejoindre une cellule de la résistance, afin d'utiliser ses talents de chimiste pour créer des bombes, à l'image de celle qu'a utilisée la seconde Deglen/Lillie dans la précédente saison. Cela finit sur un échec quand la Martha revient, avec une balle dans le ventre, chez Lawrence. À nouveau, Cora lui ment et June lui dit la vérité. Celui-ci, pour éviter les ennuis, ordonne à June de la faire partir quand deux gardiens arrivent pour inspecter la maison. Mme Lawrence les occupe, tant et si bien qu'ils finissent par partir sans rien avoir trouvé. La Martha décède des suites de sa blessure et Lawrence s'énerve contre June, lui avouant qu'il regrette de l'avoir accueillie chez lui et la laisse ensuite seule se débarrasser du corps puis l'enterrer. Lawrence renvoie Cora pour ses mensonges.

### Épisode 3:Méfiance
- États-Unis : 5 juin 2019 sur Hulu
- France : 6 juin 2019 sur OCS

Le groupe de croyants de Pamela, la mère de Serena, vient rendre visite à Serena, réfugiée chez sa mère car brouillée avec Fred, mais Serena s'aperçoit que sa mère leur a dit à propos de l'enlèvement de son enfant et de ses problèmes de couple.
Cora, l'ancienne Martha de Lawrence a probablement été envoyée dans les colonies. Lawrence, après l'incident, semble tester les Marthas de la maison, mais surtout June. Par son statut, Lawrence n'assiste pas aux réunions mais elles se font chez lui. June y revoit le commandant Waterford puis Nick et elle comprend que Nick a été promu commandant. Plus tard, le commandant Lawrence et June ont un différend sur leur vision du monde à la suite duquel il l'emmène dans un entrepôt rempli de femmes prêtes à être expédiées dans les colonies et lui demande de choisir cinq d'entre elles qui seront employées en tant que Martha. June, ne voulant pas être responsable de leur mort, refuse de choisir. Plus tard, Nick rend visite à June pour lui dire au revoir en avouant qu'il est muté à Chicago. Au matin, June reçoit la visite de Serena. Elles parlent de leurs enfants et June lui dit de résister et de rester forte.

### Épisode 4:Dieu bénisse l’enfant
- États-Unis : 12 juin 2019 sur Hulu
- France : 13 juin 2019 sur OCS

Une cérémonie commémorative pour fêter les bébés nés fait réunir les Maris, Épouses, Marthas, Tantes et Servantes du district. Ce n'est pas sans rappeler à June le baptême d'Hannah. S'ensuit une réception chez les Putnam où se réunissent Tante Lydia, quelques servantes, les commandants et leurs femmes. Serena reparle avec June de leurs enfants et du fait de ce qui s'est passé, elle a maintenant moitié moins d'influence auprès des épouses. June reparle avec le commandant Waterford et lui suggère qu'il écoute sa femme et lui donne officieusement plus de liberté pour qu'ils soient capables de se réconcilier, ce qu'elle empresse de répéter à Serena qui lui offre une cigarette, pourtant interdite aux Servantes. À la suite de cela, les Waterford finissent par se réconcilier. Janine vient ensuite demander à Mme Putnam de porter Angela/Charlotte peu avant que Tante Lydia soit présente. Mme Putnam accepte mais une fois l'enfant rendu à cette dernière, Janine demande à redevenir Dewarren pour faire une adelphité avec Angela et rester en sa compagnie mais elle se fait battre violemment et brutalement par Tante Lydia, sous le regard sidéré de tous les commandants et leurs conjointes, jusqu'à ce que June s'interpose entre elles. Elle s'en excuse auprès d'eux, sort de la pièce et va s'isoler pour pleurer. À la fin de la soirée, Serena révèle à June que les filles de l'âge d'Hannah vont à l'école d'arts ménagers et lui révèle le lieu de son placement, espérant qu'elle y reverra sa fille.
À la fin de la soirée, un gardien montre une vidéo aux Waterford et à June dans laquelle Luke et Nichole participent à une manifestation contre les agissements de Gilead à Chicago, révélant ainsi à Serena et à June que Nichole va bien, et qu'Emily est également bien arrivée. À la suite de cela, Nichole est baptisée au Canada avec Luke et Moira comme parrain et marraine.

### Épisode 5:Numéro inconnu
- États-Unis : 19 juin 2019 sur Hulu
- France : 20 juin 2019 sur OCS

Nichole est sauve et la nouvelle se répand au sein des Servantes, redorant l'image de June, en lui faisant remémorer certains souvenirs passés entre elle et Luke. Gilead traite l'affaire de Nichole comme un enlèvement et cherchent à l'extraire du Canada. Les Waterford viennent chez Lawrence pour parler d'une rencontre entre Serena et Nichole, assurée sans danger pour Luke d'après Fred, et ils demandent à June d'appeler Luke. Celle-ci finit par accepter si Serena se montre redevable envers elle. Elle demande à son mari d'aller avec Nichole à l'aéroport de Toronto pour rencontrer les Waterford et il accepte à condition que Serena vienne seule, ce qu'elle fera. Arrivée au Canada, elle y refait la rencontre de Mark Tuello, à qui elle avait parlé lors de sa première venue, qui jouera le rôle d'entremetteur. Lors de la rencontre, Luke se montre assez froid et méfiant mais Serena le rassure quant au fait que June aille bien que c'est leur choix à elles deux d'extraire Nichole de Gilead pour son propre bien. Elle donne à Luke un médaillon pour Nichole et une cassette de June, où elle révèle qu'elle avait appelé son enfant Holly en l'honneur de sa mère et que son père biologique est Nick, que Luke a déjà rencontré lors de la première visite des Waterford au Canada, avant que ce dernier accepte qu'elle puisse la prendre dans ses bras. Après sa séparation avec Mark une seconde fois, celui-ci lui laisse cette fois une radio pour qu'il puisse l'appeler si besoin.

### Épisode 6:Ménage
- États-Unis : 26 juin 2019 sur Hulu
- France : 27 juin 2019 sur OCS

Les Waterford veulent, avec l'aide de June, forcer les Canadiens à respecter leur parole en vue du rapatriement de sa fille. C'est donc la première fois qu'elle prend le train en tant que servante, pour la capitale et elle a pu voir comment Gilead a affecté le pays en dehors de sa ville, comme le monument de Washington transformé en croix géante. Fred et Serena l'y attendent pour ensuite être tous reçus par le Haut Commandant Winslow et sa famille surprenamment nombreuse. Les négociations avancent et une délégation neutre de diplomates suisses arrive pour tenter de gérer la situation. Ceux-ci veulent parler à June seule qui leur dit que pour le bien de Nichole, elle doit rester au Canada, que le commandant Waterford n'est pas le père biologique mais ils le savaient déjà avec la cassette reçue par Luke. Ils révèlent à June qu'ils manquent cruellement d'informations sur Gilead et que cela compromettrait dans le futur la sécurité de Nichole. June finit par passer un marché avec eux : Nick peut être la clé de ses informations et un échange avec les Suisses pourrait révéler des informations permettant d'aider à la sécurité de Nichole au Canada. Une enquête sur son passé rendra l'accord caduc : il est jugé peu digne de confiance par les diplomates et retournera par la suite à Chicago pour mener l'assaut. Serena avoue à June qu'il était un soldat pour la Croisade avant d'être chauffeur et a contribué au développement de Gilead à ses débuts.
Tante Lydia et June sont assez choquées que les Servantes de la capitale soient toutes muselées pour dissimuler des piercings annelés conçus pour définitivement les empêcher de parler et sont d'accord sur le fait que les Servantes ne devraient pas se voir retirer le droit de la parole.

### Épisode 7:Sous son œil
- États-Unis : 3 juillet 2019 sur Hulu
- France : 4 juillet 2019 sur OCS

De nouvelles personnes sont pendues par les Servantes, dirigées par Tante Lydia. June revoit Frances, la Martha des McKenzie et lui demande des nouvelles d'Agnes/Hannah. Elle lui répond qu'elle va bien et qu'aujourd'hui, Parker, un ami gardien est au portail de l'école. June arrive à persuader Mme Lawrence de sortir et elle lui révélera que c'était pour aller à Brookline, où sa fille étudie. Arrivées à l'école, le gardien en charge leur dit que Parker ne travaille pas aujourd'hui et June ne peut pas rentrer. La famille McKenzie, celle d'Hannah/Agnes, est partie, on ignore où. Comme au début de l'épisode, de nouvelles pendaisons sont prévues dont celle de Frances, exécutée pour « mise en danger d'un enfant sacré ». June comprendra que Dematthew l'a espionnée et a signalé Frances à Tante Lydia. June l'agressera mais sera retenue par les autres Servantes.
À Washington, Serena pense à chercher une maison. Le Canada accepte de discuter d'un traité pour l'extradition de Nichole. Serena et Fred ont réussi à raviver la flamme entre eux.

### Épisode 8:Inapte
- États-Unis : 10 juillet 2019 sur Hulu
- France : 11 juillet 2019 sur OCS

Deandy, une servante accouche. Dematthew, considérée comme traîtresse parmi les servantes car c'est la seule soutenant le régime autoritaire de Gilead, est ostracisée parmi les servantes et Tante Lydia le fait remarquer à June. Sa réponse insolente a fait ramener, après que les contractions de Deandy aient cessées, au Centre rouge toutes les servantes pour que, sous les ordres de Tante Lydia, elles pointent du doigt June comme étant la cause de l'enlèvement d'Hannah/Agnes par Frances. Tante Lydia révélera à June que la famille McKenzie a déménagé à la suite de ce rapt dans « un monde plus vide et plus froid ». À la suite de cette révélation, June révèle à Tante Lydia que Dematthew ne veut en réalité pas de l'enfant dont elle est enceinte, révélation que Dematthew confirme. Après cela, June et Dematthew changent de place et c'est cette dernière qui est pointée du doigt par les servantes.
De retour à la maison, June questionne le commandant Lawrence à propos de la famille McKenzie mais lui ou personne d'autre ne sait où ils se trouvent à présent. Dans la nuit, les servantes sont reconviées pour aider Deandy à accoucher, ce qu'elle fera mais l'enfant décédera pendant l'accouchement, étranglé par le cordon ombilical. June retrouvera à la maison le commandant Lawrence, questionné sur le sexe de l'enfant par sa femme. Quand elle lui répondit que l'enfant est mort, le commandant lui propose de tenir compagnie à sa femme mais June lui dira que Gilead tue sa femme, fragile psychologiquement, à petit feu.
Le passé de professeure des écoles de tante Lydia, anciennement dénommée Lydia Clements, est révélé. Elle s'est toujours montrée très pieuse et souciante envers ses élèves, notamment Ryan, orphelin de père et dont la mère Noelle qui, souvent, arrive en retard le récupérer et le nourrit de fast-food et finit par les inviter tous les deux pour un chili chez elle où elle remarquera que sa mère jure beaucoup. Elle finira par bien s'entendre avec la mère, si bien qu'elle les recevra à Noël, offrant un livre en cadeau à Ryan et recevra une boîte de maquillage en retour, pour l'aider à trouver un homme qui lui convient. Pendant que Noelle aide Lydia à se maquiller, cette dernière la questionne à propos de sa vie amoureuse, révélant qu'elle a quitté son copain pour un homme marié avec deux enfants, qui quittera sa femme pour elle. Pour la soirée de la Saint-Sylvestre, Lydia est invitée à une soirée par Jim Thorne, le directeur de son école, veuf et avec un fils, puis questionnée sur son passé par ce dernier, révélera qu'avant d'enseigner, elle travaillait en droit familial. Lydia et Jim se rapprochent de plus en plus au fur et à mesure que la soirée progresse. Une fois rentrés chez Lydia, les deux s'embrassent et Lydia tente de lui faire l'amour, qu'il refusera. Confuse et embarrassée, elle finira la soirée sans lui, en pleurant et brisant un miroir. À la suite de cette mésaventure, elle signalera Noelle aux autorités, en présence de Jim parce qu'elle n'arrive pas à maintenir un emploi ni de vie amoureuse stable, ne nourrit pas correctement ni ne fait attention à l'hygiène de Ryan, laissant en résumé l'enfant vulnérable à une influence corruptrice. Cela mettra définitivement fin à la relation entre Lydia et Jim.

### Épisode 9:Héroïsme
- États-Unis : 17 juillet 2019 sur Hulu
- France : 18 juillet 2019 sur OCS

Natalie est à l'hôpital, aux portes de la mort, et tout est fait pour sauver le bébé dont elle est enceinte, tandis que Tante Lydia, par punition pour les mauvais traitements qu'elle a infligés à son binôme, force June à rester prier au chevet de sa compagne de commissions depuis déjà plus d'un mois, et ce, jusqu'à la naissance de l'enfant. Elle reste tout de même soutenue par les servantes, comme Brianna, qui viennent par moments prier à ses côtés, mais toujours sous le regard de Tante Lydia. Plus le temps passe et plus elle est prise d'hallucinations et d'envies de tuer Natalie. Une nuit, elle récupère un scalpel dans les déchets biologiques pour tenter de mettre fin aux jours de Natalie, mais croise, avant de passer à l'acte, Janine dont la blessure à l'œil s'est infectée qui la pardonne des blessures qu'elle lui a infligées au précédent épisode. June avoue à Janine qu'elle compte la tuer mais tente de l'en dissuader parce que c'est tout de même une servante et les deux finissent par se fâcher.
Serena rend visite à Natalie et June l'interpelle pour discuter seule à seule mais l'attaque avec le scalpel au poignet tandis que celle-ci finit par la blesser à la main. Mme Waterford ne dit pas au médecin qu'elle l'a attaquée mais plutôt qu'elle s'est coupée. Ce dernier n'est pas dupe et s'aperçoit tout de même qu'elle a été agressée mais ne compte pas la dénoncer. Tout en recousant la plaie de June, elle lui avoue que sa mère était médecin et s'occupait de femmes enceintes et celui-ci l'a connue. June lui avouera qu'elle comptait tuer Serena, Natalie et lui-même, ce que le médecin confirmera comme étant normal étant donné la torture qui lui est infligée.

### Épisode 10:Témoin
- États-Unis : 24 juillet 2019 sur Hulu
- France : 25 juillet 2019 sur OCS

June rentre enfin à la maison, chez les Lawrence, bien déterminée à respecter sa promesse faite envers feue Natalie. Pendant ses mois d'absence, la réglementation Waterford a été appliquée dans toutes les maisons du pays, obligeant à déplacer tous les livres de la demeure dans le bureau du commandant. L'état mental d'Eleanor Lawrence a empiré à la suite de l'arrêt de la prise de ses médicaments. Pour aider cette dernière, June conseille au commandant de s'expatrier avec sa femme.
Depuis l'attentat de Natalie, les servantes sont plus étroitement surveillées. Une nouvelle inspection a lieu, cette fois-ci un peu spéciale puisque les Waterford, accompagnés du commandant Winslow, sont en visite à Boston et viennent saluer les servantes, notamment June. Une fois rentrée, celle-ci profite de l'absence de Joseph pour aller dans son bureau chercher des informations sur les enfants des servantes. Surprise par la femme du commandant, elle lui avoue ses desseins. Cette dernière l'aide à nouveau en lui disant que les dossiers sont conservés à la cave. Une fois à la cave, June lui demande si elle n'aimerait pas quitter Gilead avec son mari, mais elle lui répond qu'en tant que criminel de guerre, il finirait emprisonné ou tué.
Chez les Waterford, Fred confie au commandant Winslow que le commandant Lawrence est devenu plus néfaste que bénéfique et que les 4 servantes qu'il a eues n'ont pas procréé et il lui suggère de vérifier si la prochaine cérémonie se déroule normalement. Chez les Lawrence, les Waterford, le commandant Winslow et Tante Lydia viennent donc assister au récit des écritures, suivis d'un docteur s'assurant de la tenue de la cérémonie, à l'instar de ce qui se faisait avec les premiers couples de Gilead, réfractaires à la cérémonie. Joseph refuse en premier lieu mais finit par accepter, autrement c'en serait fini de lui, sa femme, June et des marthas, puis June et lui calment Eleanor, stressée par la cérémonie. L'acte finit par avoir lieu, bien que personne dans la chambre ne soit serein. Après vérification, les invités sortent et Lawrence propose, bien que ça soit désormais condamnable à mort, une pilule à June et lui demande de transférer sa femme en lieu sûr, où elle pourra être sous une bonne assistance médicamenteuse. Celle-ci lui répondit qu'il pourrait s'échapper avec, s'il devient un héros en emportant des enfants volés de Gilead avec lui.

### Épisode 11:Mensonges
- États-Unis : 31 juillet 2019 sur Hulu
- France : 1er août 2019 sur OCS

June sauve le commandant de sa femme qui lui pointait un pistolet au visage. À la suite de cela, elle lui annonce que les Marthas sont prêtes à coopérer pour sauver 52 enfants et, voulant se montrer redevable malgré la folie de la demande, Lawrence tentera de tous les sauver, avec sa femme. Des Marthas, des plus influentes au sein de leur groupe, viennent voir June et se mettent d'accord avec elle pour le plan : June en portera la responsabilité, quelle qu'en soit l'issue. Elles mentionnent un certain Billy, barman dans le bordel de Jezabel, qui sera là pour les aider avec un avion-cargo. Le commandant Lawrence tente de s'échapper avec sa femme mais ils reviendront chez lui, n'ayant pas pu passer les points de contrôle, faute d'autorisation à jour. Il suspecte d'avoir été démasqué comme traître de Gilead. Après ça, June est emmenée par Lawrence chez Jezabel pour rencontrer Billy, afin d'extraire Lawrence, Eleanor, Beth et 52 enfants dans un avion-cargo en échange des œuvres d'art de Lawrence. Elle rencontre là-bas le haut commandant Winslow qui tente de la violer mais elle le tue en se défendant. Une des 5 femmes devenues Marthas, sauvée à l'épisode 3 et travaillant maintenant à Jezabel, aide June à son tour à fuir du lieu du crime pour retourner aux côtés de Lawrence et retourner chez eux.
Fred conduit Serena en vue de rencontrer Mark Tuello, l'Américain qu'elle avait rencontré par deux fois, censé les aider à retrouver leur fille. Arrivés dans une maison de leurs amis, ils pensent à ce qui se serait passé sans Gilead et songent même à tout renoncer et à s'installer là, en renonçant à leur rang, mais ne veulent pas le faire sans leur fille. 

### Épisode 12:Sacrifice
- États-Unis : 7 août 2019 sur Hulu
- France : 8 août 2019 sur OCS

Des commandants sont venus parler avec le commandant de June de ce qui est perçu par Gilead comme un enlèvement des Waterford, ainsi que de Winslow par le gouvernement canadien, aidé par des américains, tirant d'affaire June du meurtre du haut commandant qu'elle a commis. Pendant ce temps, Beth a reçu la confirmation que Billy, le barman de Jezabel, était partant pour sauver Joseph, Eleanor, les deux marthas et 52 enfants dans l'avion-cargo, et en informe la servante, qui en informe au supermarché sa consœur Alma à son tour. Elle y croisera également Rita, la martha des Waterford, qui soutient June dans son plan.
Une fois au foyer Lawrence, Mmes Putnam et Winslow, présentes ici, prient avec Joseph et son épouse pour le retour du commandant Winslow et des Waterford mais Mme Lawrence manque de dévoiler le plan d'évasion aux deux épouses. Elle finira par vouloir sortir pour sauver les enfants des autres épouses mais est rapidement arrêtée et sermonnée par June, qui la calme. Lawrence reçoit un coup de fil sur un projet de fermeture des frontières, pouvant mettre à mal l'évasion. 
Dans les prisons canadiennes, Fred s'inquiète pour la santé de sa femme mais, bien qu'elle s'inquiète également pour lui et les peines qu'il encourt, elle lui révèle qu'elle a contribué à son arrestation, afin de retrouver son enfant. Serena reçoit la visite de Moira, accompagnée de Nichole, qui, après lui avoir dit ses quatre vérités, la laisse seule avec l'enfant et une assistante sociale pour une heure. En parallèle, Luke vient rendre visite à Fred pour que les hommes partagent leurs points de vue, mais l'entrevue a été écourtée quand l'agent de sécurité a fait sortir Luke après que Fred a parlé de comment Gilead a affecté June.

### Épisode 13:Alerte
- États-Unis : 14 août 2019 sur Hulu
- France : 15 août 2019 sur OCS

Un flashback montre June peu après avoir été capturée, où elle est témoin de femmes handicapées mentales se faisant enlever et probablement exécuter, avant qu'elle et d'autres femmes se fassent emmener de force dans un camion. Elle demande également à un gardien présent où est sa fille mais il lui dit de garder le silence.
C'est le grand jour : le plan est mis à exécution pour le soir-même. Pour témoigner leur soutien, sur le chemin de retour des courses, les servantes offrent à June un savon mais Tante Lydia le remarque et interpelle June, lui disant qu'elle est populaire auprès des servantes et ça lui a apporté des responsabilités, et que son prochain commandant sera plus strict que Lawrence. Une fois à la maison, Lawrence lui dit qu'il a fait en sorte d'éloigner la sécurité temporairement. La maison est en ébullition pour les préparatifs de l'évasion. Une lumière rouge a été placée à l'étage pour signaler que c'est la bonne maison. Les savons ont été fondus, permettant à June de silencier le portail, tandis que la premier enfant arrive en fin d'après-midi de Lexington, accompagnée de Maggie, sa Martha. Rebecca, de son nom, demandera à June comment est le monde extérieur, sachant qu'elle ne l'a jamais connu avant Gilead, et se montrera pieuse, probablement dû à sa malléabilité dont a profité Gilead. Maggie arrivera paniquée du plan de June et voudra retourner auprès de sa maîtresse avec la fille. June se dépêche d'aller chercher son pistolet et va menacer la Martha peu avant qu'elle parte. June finira par reprendre l'enfant mais la Martha fuit, poursuivie par June, qui s'arrête alors que Maggie court dans la forêt, se retourne avec le pistolet et donc menace l'enfant mais finit par relâcher l'arme alors que Beth fait rentrer Rebecca.
Lawrence annonce à June qu'une Martha a été vue à Lexington, et qu'elles n'auraient pas dû se déplacer de jour. Cette action devrait renforcer la sécurité, mettant en danger le plan auquel Lawrence veut maintenant renoncer et retourner l'enfant où elle habite. June le convainc de ne pas le faire en lui énumérant les ignominies de Gilead mais il reste sur ses positions. Elle lui dit alors que c'est elle qui est aux rênes du pouvoir de la maison maintenant et lui demande de récupérer une carte, afin de mener à bien le plan de ce soir.
Le soir arrive avec d'autres enfants dans la maison des Lawrence, accompagnés de leurs Marthas et après avoir passé à travers la sécurité en ville. June, Rita et quelques Marthas vont marquer le chemin à emprunter mais à leur retour, la lumière rouge est éteinte. Elles rentrent dans la maison et voient Lawrence, entouré de bien plus que 52 enfants, en train de leur lire L'Île au trésor. Peu après, Janine arrive chez les Lawrence pour dire à June que Maggie a été arrêtée, Rebecca est signalée portée disparue par sa maîtresse et également pour la prévenir que des gardiens viennent inspecter chaque maison et qu'il faut mettre le plan à exécution maintenant. Le commandant ne veut pas partir, car sa femme aurait souhaité qu'il reste pour réparer ses erreurs.
June, des servantes, les enfants et leurs Marthas s'échappent à travers la forêt, échappant à la vision et à l'audition des véhicules à leur recherche, jusqu'à arriver à quelques dizaines de mètres de l'avion où ils remarquent deux soldats. June, accompagnée de servantes et Marthas se tiennent prêtes à lapider les soldats. Elles en ont un mais le dernier, armé, se défend avec sa mitraillette, blessant voire tuant certaines d'entre elles. Cette diversion a permis aux autres Marthas restées auprès des enfants de les faire embarquer dans l'avion. June finira par aller seule dans la lumière pour être repérée par le soldat, poursuivie et blessée par le soldat, afin de le blesser à son tour avec le pistolet offert par Lawrence. Elle reprend le dessus et demande, en le menaçant, de dire que tout va bien dans la radio qu'il porte, ce qu'il fera avant d'être achevé d'une balle dans la tête, par une June ne pouvant plus tenir debout à cause de sa blessure alors que l'avion décolle au-dessus d'elle.
Du côté canadien, Serena témoignera pour la Cour Pénale Internationale et a reçu de M. Tuello la permission de visiter la ville, elle qui juste alors devait rester dans le bâtiment de la Cour. Fred, lui, est interrogé sur les mécanismes de Gilead et répond aux questions qui lui sont posées. Après cela, il demande à soumettre à Mark une accusation contre sa femme, sur une action qu'elle a commise à Gilead, qui s'avère être le viol de June par leur chauffeur ordonné par cette Serena, outrepassant l'immunité judiciaire qu'elle a acquise, bien que June et Nick aient eu une liaison.